# Astragalus sichuanensis
Astragalus sichuanensis är en ärtväxtart som beskrevs av L.Meng, X.Y.Zhu och P.K.Hsiao. Astragalus sichuanensis ingår i släktet vedlar, och familjen ärtväxter. Inga underarter finns listade i Catalogue of Life.